# Eutelia albisecta
Eutelia albisecta is een vlinder uit de familie van de Euteliidae. De wetenschappelijke naam van de soort is voor het eerst geldig gepubliceerd in 1911 door Dognin.